# Heinrich Ferdinand Johannes Schuldt

Grabstätte der Familie Heinrich Schuldt auf dem Mühlenfriedhof in Flensburg.

Heinrich Ferdinand Johannes Schuldt (* 10. Juni 1840 in Hamburg; † 12. Juli 1924 in Glücksburg (Ostsee)) war ein Flensburger Reeder, Stadtrat und Ehrenbürger der Stadt Flensburg.

## Familie
Heinrich Schuldt wurde als ältestes von sechs Kindern des Bleichermeisters Joachim Peter Jacob Schuldt (* 17. Oktober 1807) und seiner Ehefrau Catharina Magdalena Klöpfer, die aus Lüneburg Württemberg stammte, geboren.
Am 10. November 1868 heiratete Schuldt in Flensburg Wilhelmine Nicoline Magdalene (Minna) Burmeister (* 17. Juli 1842; † 22. Februar 1902), Tochter des Unternehmers Georg Ludwig Carl Burmeister (* 5. Mai 1804; † 25. November 1884) und dessen Ehefrau Philippine Osterroth (* 23. Juni 1805; † 29. Mai 1888). Gemeinsam hatten sie sechs Kinder: einen früh verstorbenen Sohn (1869–1870), sowie Hermann (* 1871; † 1957), Adolf (* 1872; † 1925), Helene (* 1874; † 1964), Elsa (* 1875) und Georg (* 1876).

## Leben
Als 15-Jähriger begann Heinrich seine kaufmännische Ausbildung in einem Hamburger Handelshaus. Nach dieser Lehre vertiefte er ab 1860 seine Kenntnisse bei Dölling und Burmeister in Rendsburg, wo er die Schiffsmaklerei und Spedition erlernte. Darauf folgte der Militärdienst in Hamburg und die Teilnahme am Mainfeldzug.
Bereits am 5. Januar 1868 gründete Schuldt in Flensburg ein „Schiffsbefrachtungs-, Clarirungs-, Commissions- & Speditions-Geschäft“. Dieses Unternehmen legte den Grundstein für die Norddeutsche Reederei H. Schuldt, die über 150 Jahre bis 2019 Bestand hatte. Sein geschäftlicher Erfolg ermöglichte ihm schon 1880 den Bau eines repräsentativen Wohn- und Geschäftshauses an der Schiffbrücke 21. Mit der Fertigstellung im Oktober 1881 zog er gemeinsam mit seiner Familie, seinen Schwiegereltern und zwei Schwägerinnen, in das Gebäude, das fortan sowohl als Wohnsitz als auch als Zentrum seiner geschäftlichen Aktivitäten diente.
Um 1877 erwarb er in Glücksburg-Sandwig ein heute an der Paulinenalle 18 gelegenes Grundstück, um sich dort die „Villa Schuldt“ bauen zu lassen. Zeitgleich lies er dort ein Gäste- und Personalhaus mit einigen Nebengebäuden errichten. Diesen Besitz verwandelte Heinrich Schuldt im Laufe der Jahre in eine Parklandschaft, wo er regelmäßig die Sommermonate verbrachte. Während die Villa 1988 abgebrochen wurde, ist das Gästehaus als Schuldstr. 10 erhalten geblieben.
Heinrich Schuldt verstarb am 12. Juli 1924 in seiner Glücksburger Villa. Die Trauerfeier fand am 15. Juli im Sterbehaus Glücksburg statt. Im Anschluss folgte die Überführung auf dem Salondampfer Alexandra nach Flensburg. Nach der Einäscherung in Hamburg wurde seine Urne auf dem Mühlenfriedhof in Flensburg beigesetzt.

## Wirken
Neben seinem Reederegeschäft engagierte sich Heinrich Schuldt auf vielfältige Weise im Flensburger Wirtschafts- und Vereinsleben.
Als Gründungsmitglied der Industrie- und Handelskammer zu Flensburg betätigte sich Schuldt von 1871 bis 1908 aktiv in deren Entwicklung. Davon war er zwanzig Jahre lang Präsidialmitglied gewesen. Für seine Verdienste wurde ihm am 31. Juli 1908 die Ehrenmitgliedschaft verliehen.
Als Aufsichtsratsmitglied und Leiter der Flensburger Dampfercompagnie sowie der Ozean Dampfer-Aktien-Gesellschaft prägte er die Schifffahrtsbranche der Stadt maßgeblich. Zudem diente er vier Jahrzehnte als Vorstands- und Aufsichtsratsmitglied der Flensburger Schiffbau-Gesellschaft, wodurch er zur Entwicklung der regionalen maritimen Industrie beitrug.
An der Gründung des Flensburger Reedervereins im Jahr 1884 sowie an dessen Neugründung 1900 beteiligte er sich von Beginn an. Nach der Erkrankung des langjährigen Vorsitzenden, Konsul Michelsen, dessen Stellvertreter er war, übernahm Schuldt 1909 auch diesen Posten. In dieser Funktion vertrat er als Vorstandsmitglied des Zentralvereins deutscher Reeder die überbetrieblichen Interessen der regionalen Reedereien.
Von 1895 bis 1907 war er gewählter Stadtverordneter, bevor er von 1907 bis 1913 als Stadtrat fungierte. Darüber hinaus übernahm er das Amt des Vorsitzenden des Seeamts Flensburg.
In den Jahren von 1909 bis 1921 stand er der Johannisloge Wilhelm zur nordischen Treue als Logenmeister vor.
Seine sportlich-gesellschaftlichen Aktivitäten hatten ebenfalls einen maritimen Bezug. So war er Gründungsmitglied des Flensburger Segel-Club (FSC) und blieb dem Verein 34 Jahre lang treu, darunter acht Jahre als Erster Vorsitzender. Ähnlich engagiert war er als Vorsitzender des Flensburger Ruderclubs „Fliege“, bevor dieser aufgrund einer Vereinsauflösung in den Ruderklub Flensburg e.V. aufgegangen ist und ihn zum dortigen Mitglied machte. In beiden heute noch bestehenden Vereinen erhielt er die Ehrenmitgliedschaft.
Neben seinen wirtschaftlichen und kommunalen Tätigkeiten war Schuldt ein bedeutender Förderer sozialer Belange. So setze er sich und sein Vermögen unter anderem für den Vaterländischen Frauenverein, die Oberrealschule I. oder etwa die Kirchengemeinde Glücksburg ein.
Damit hinterließ Heinrich Schuldt bleibende Spuren im Stadtbild von Flensburg. Am 14. Dezember 1917 wurde ihm von der Stadt Flensburg das Ehrenbürgerrecht verliehen. Bereits 1904 wurde er mit dem Roten Adlerorden IV. Klasse ausgezeichnet. Sein Name ist heute mit dem Heinrich- und Minna-Schuldt-Stift sowie der Heinrich-Schuldt-Straße verewigt. In Glücksburg/Sandwig erinnert die Schuldtstraße an ihn. Die Grabstätte ist heute (2025) noch erhalten und das Wohn- und Geschäftshaus in die Liste der Kulturdenkmale in Flensburg aufgenommen.

## Trivia
Das an der Schiffbrücke in Flensburg gelegene Wohn- und Geschäftshaus sowie die in Glücksburg/Sandwig gelegene Villa „Schuldt“ und Villa „Elsa“ sind Motive einer um 1908 herausgegebenen Postkarte des Verlags V.M.B. Schultz, Flensburg.